# Neptun (hajó)
A Neptun egy 17. századi spanyol gálya másolata, amelyet David Cannell (www.dmcmarine.com) hajóépítész tervezett. A hajót 1985-ben építették Roman Polanski Kalózok című filmjéhez, ahol az azonos nevű spanyol hajót ábrázolta. A vízvonal fölött pontos másolat, de részben acélból készült, fából deszkázott hajótesttel és két Schottel-hajtású főgéppel. A Neptun jelenleg turisztikai látványosság a Genovai kikötőben, ahol a belseje belépődíj ellenében látogatható. 2011-ben a Jolly Rogert, Hook kapitány hajóját alakította a Sohaország című televíziós minisorozatban.

## Képgaléria

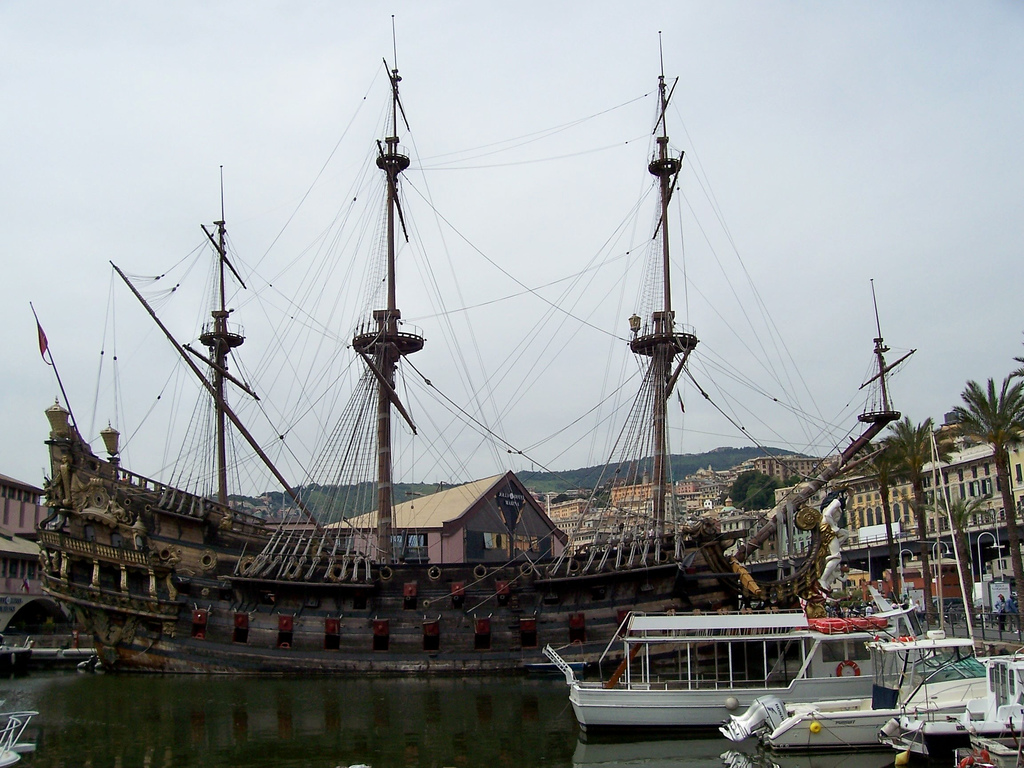
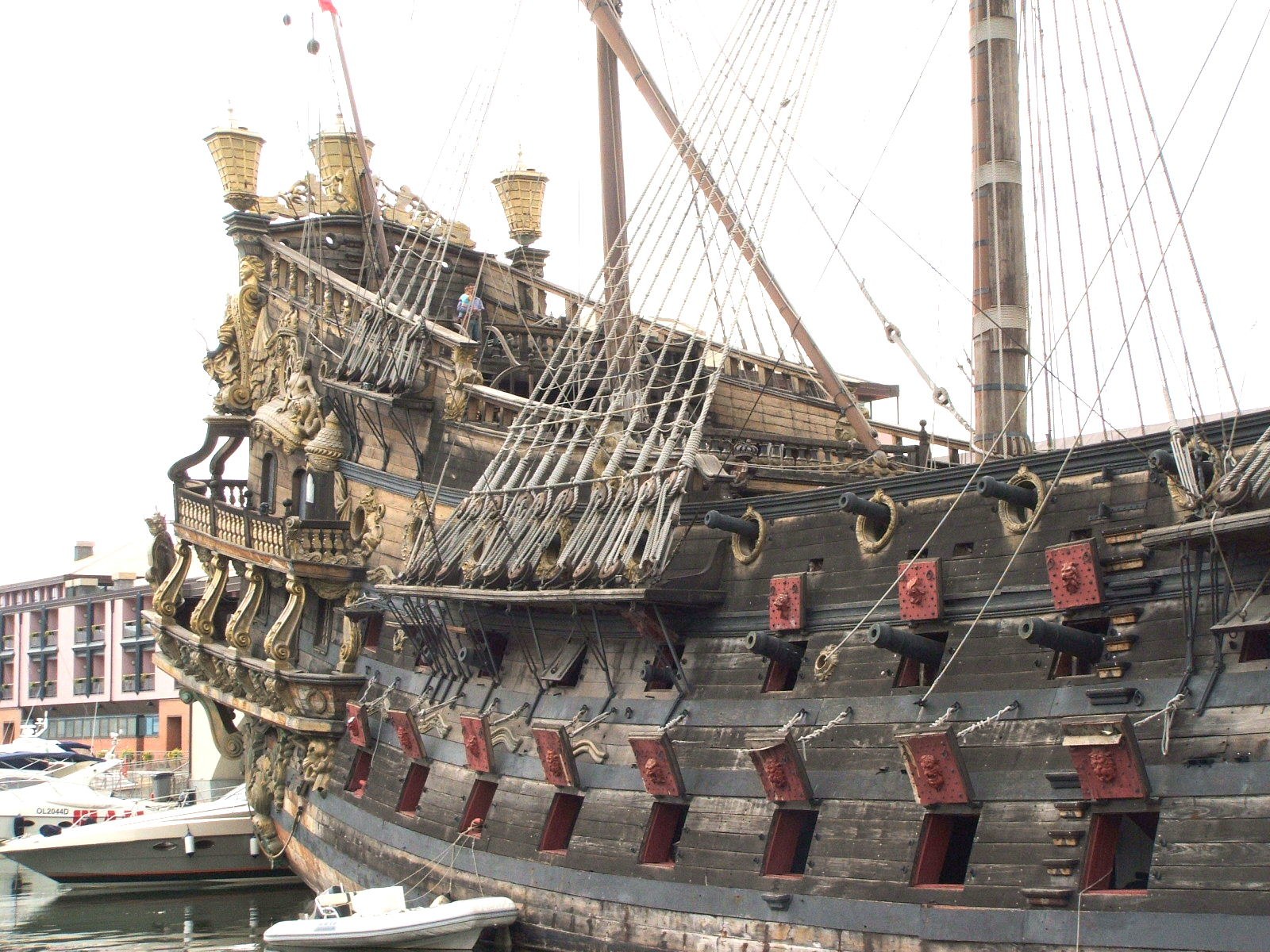
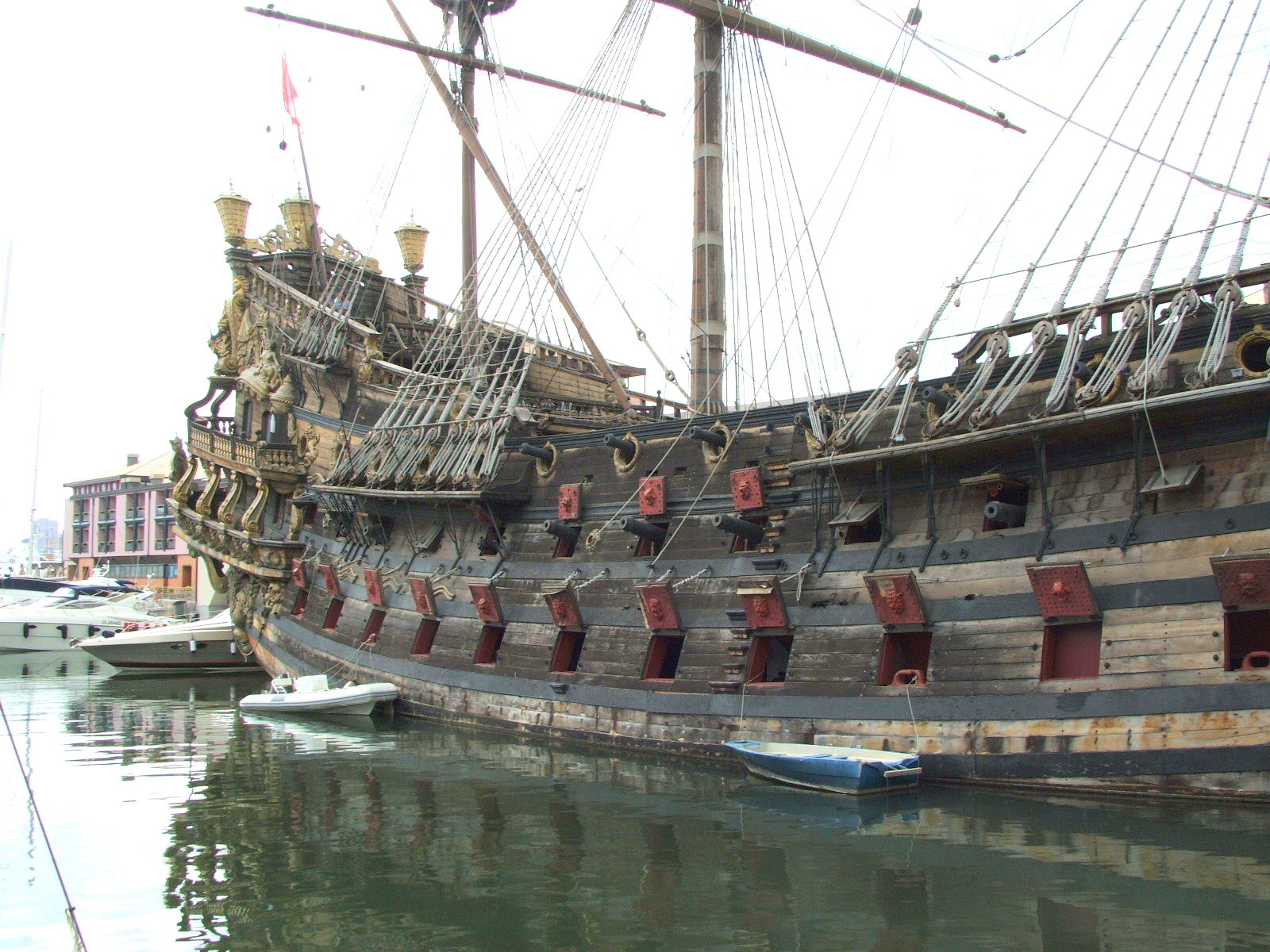
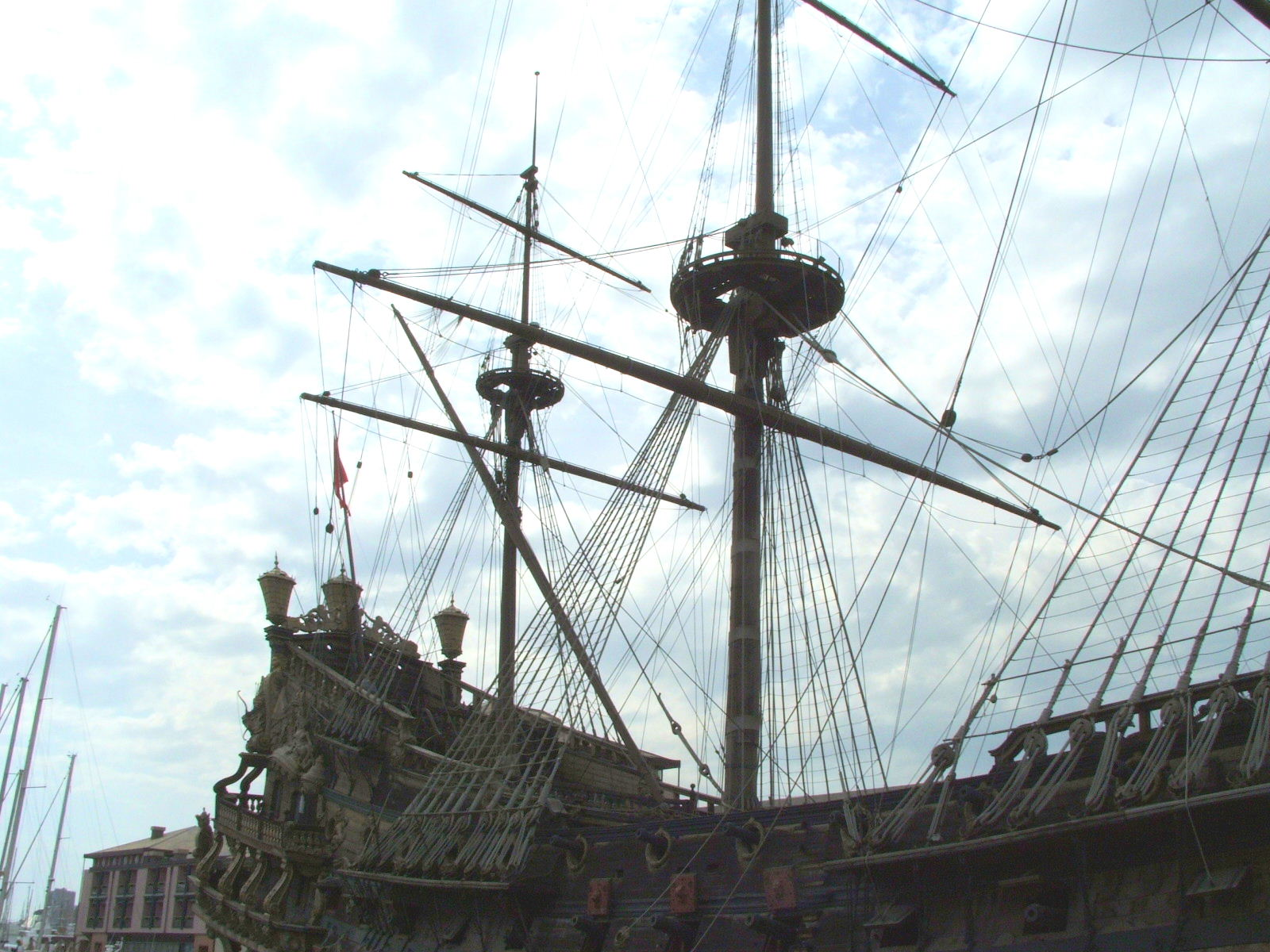
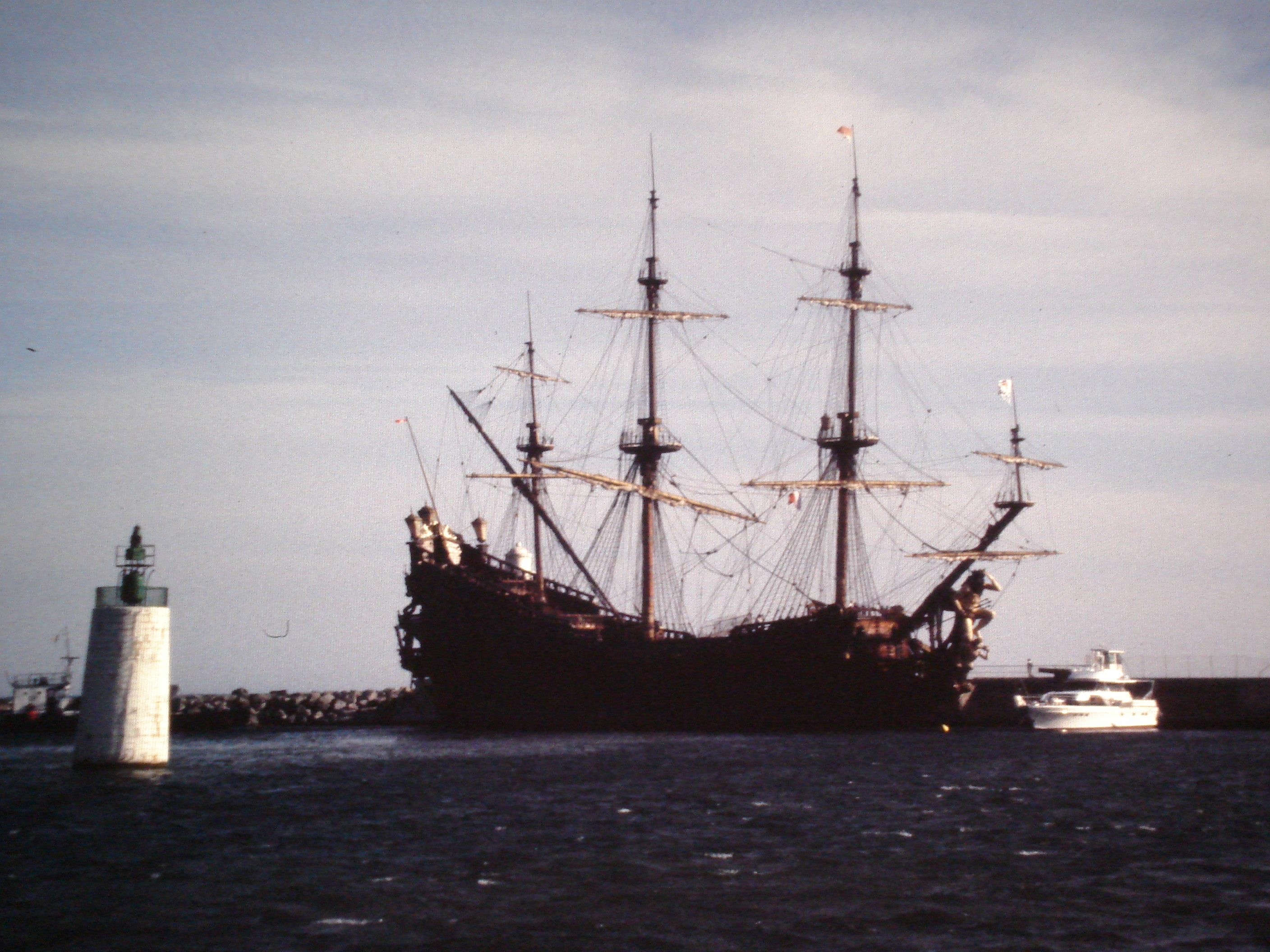
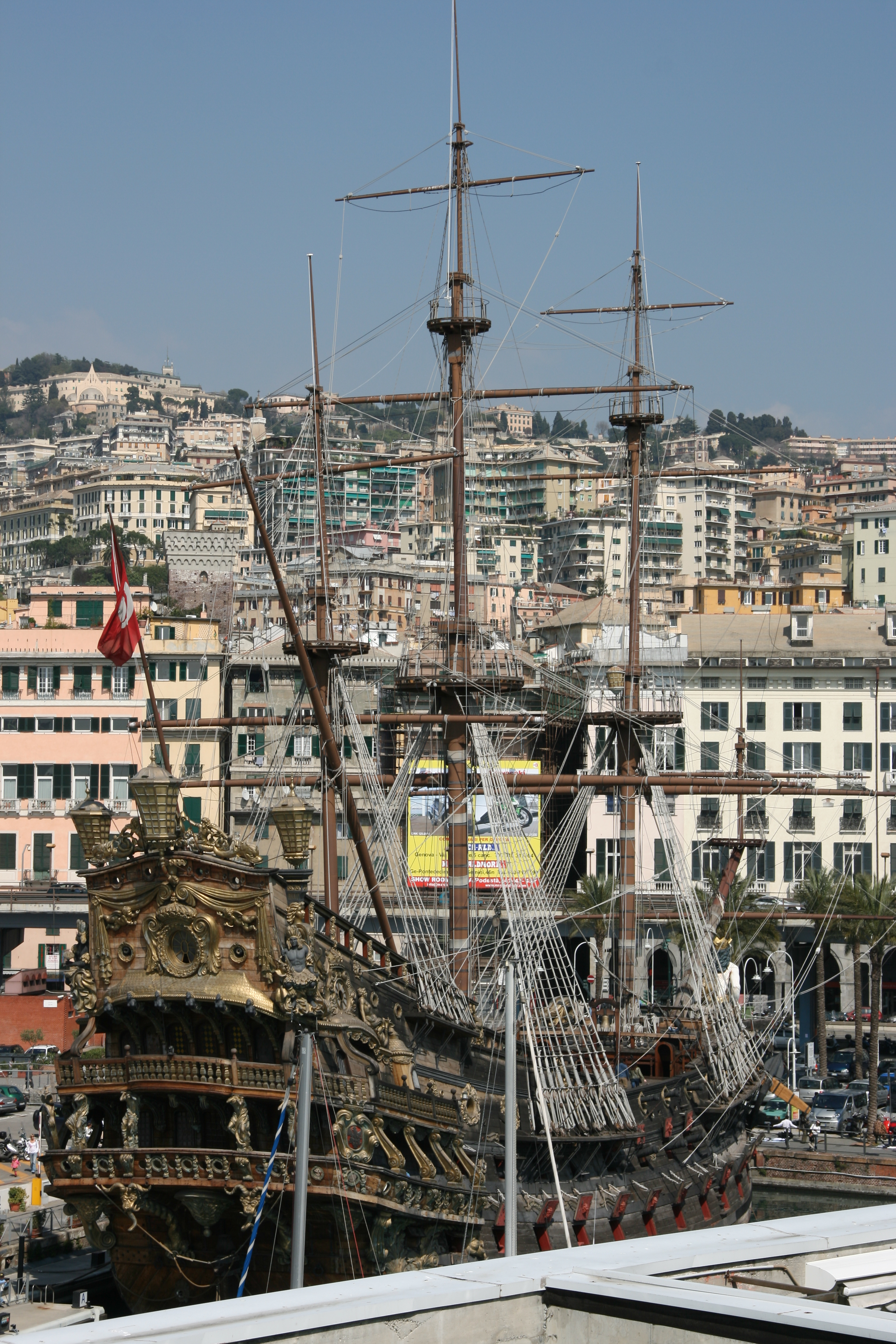
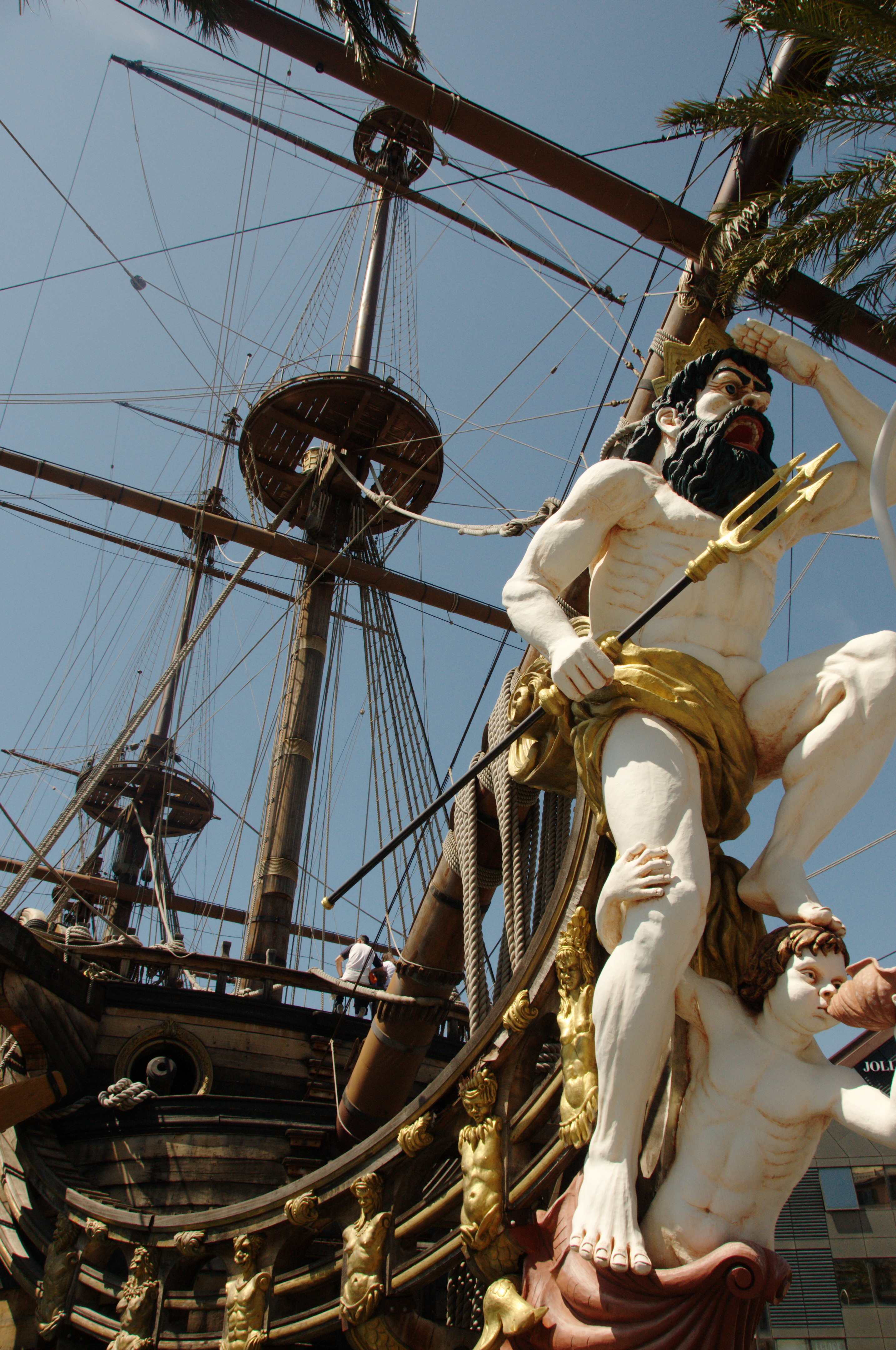
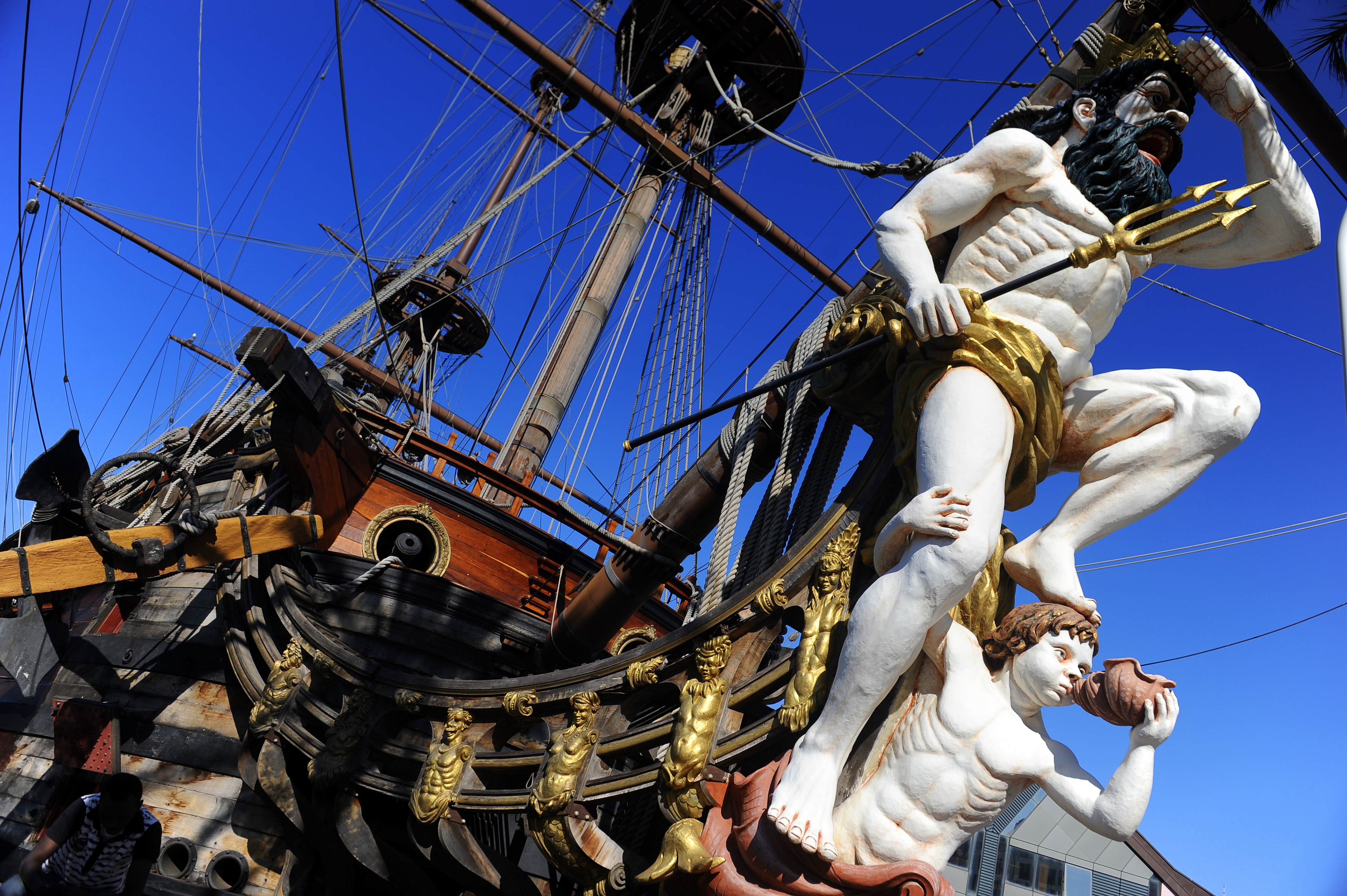
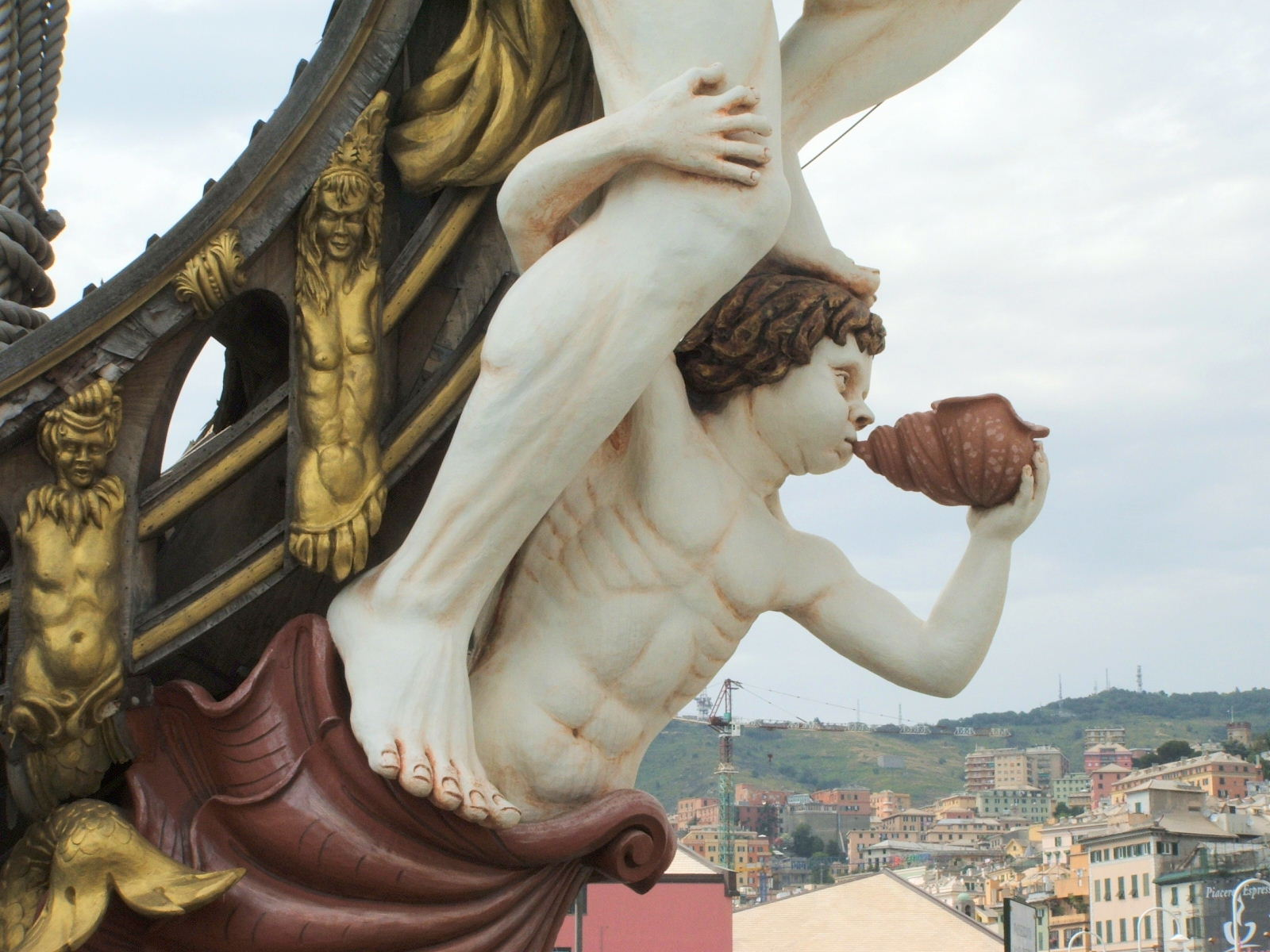
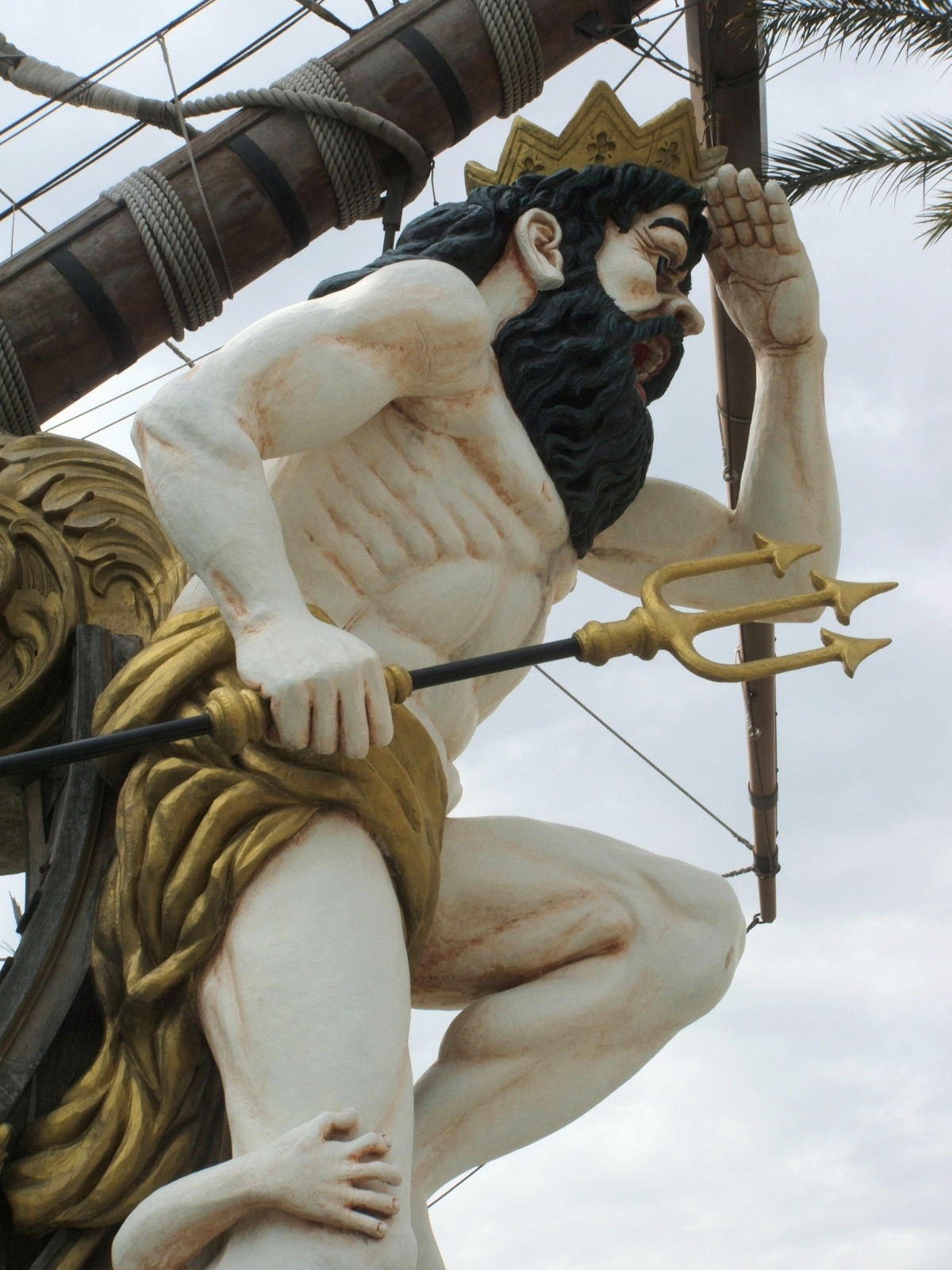
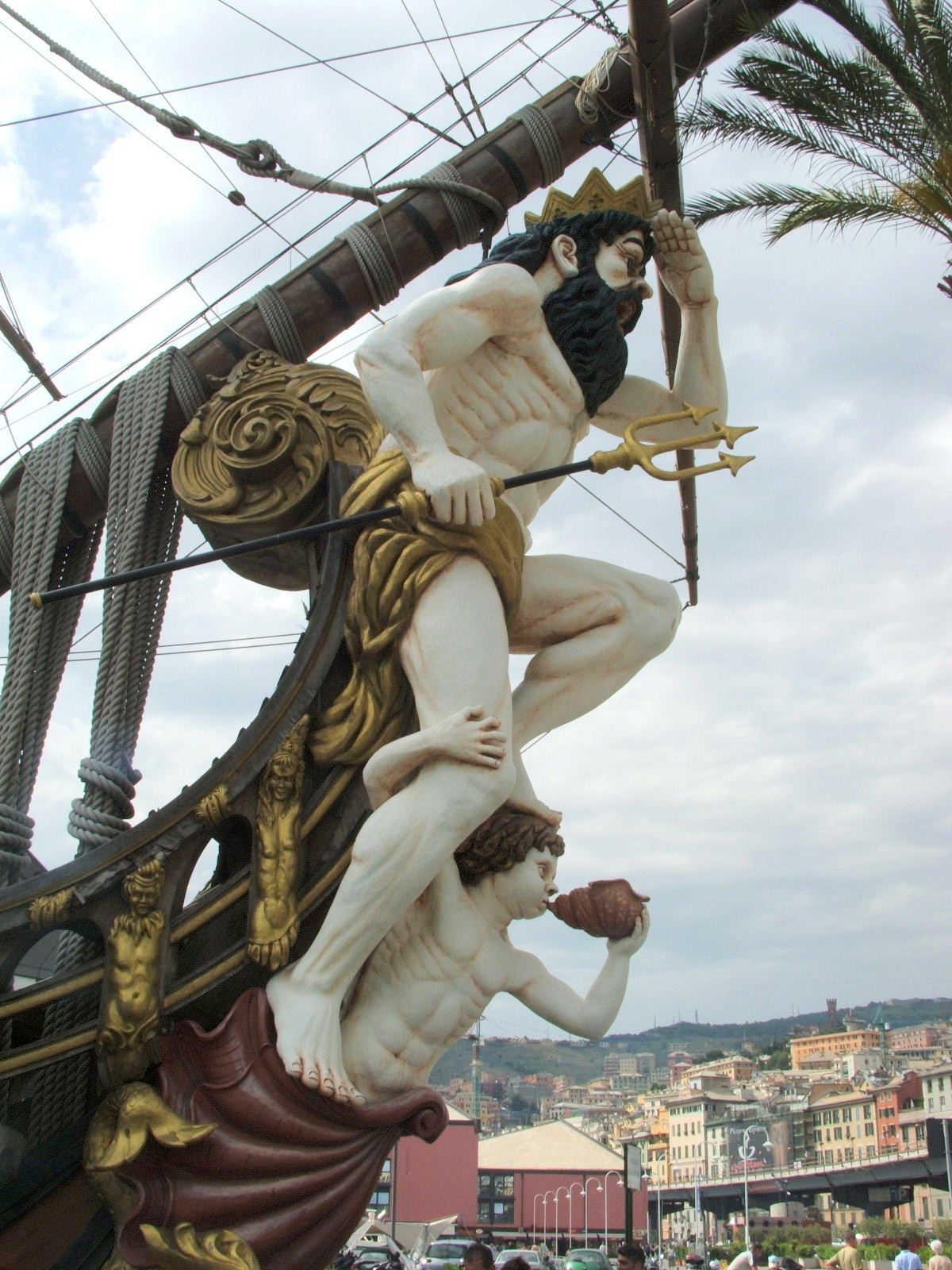
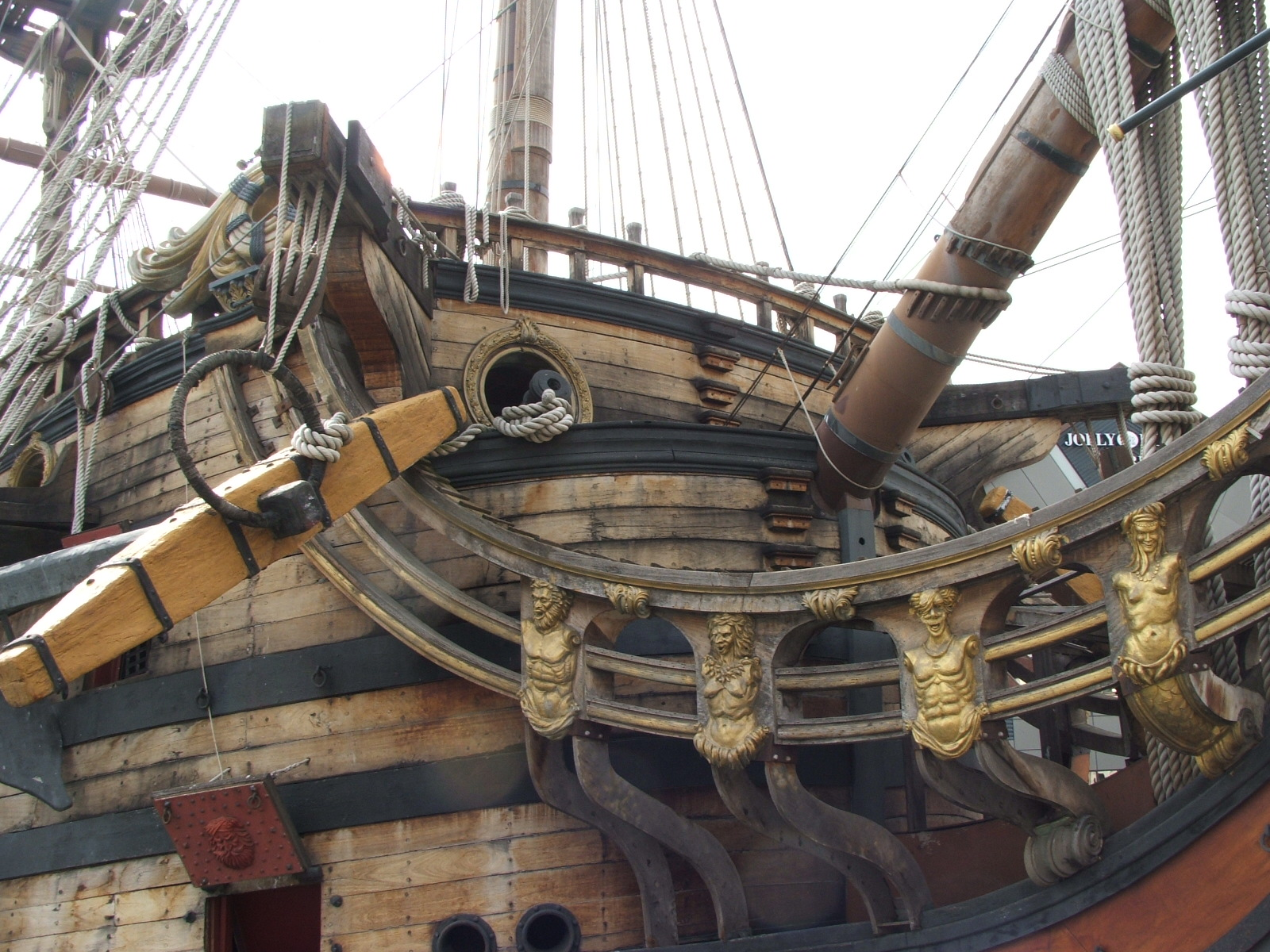
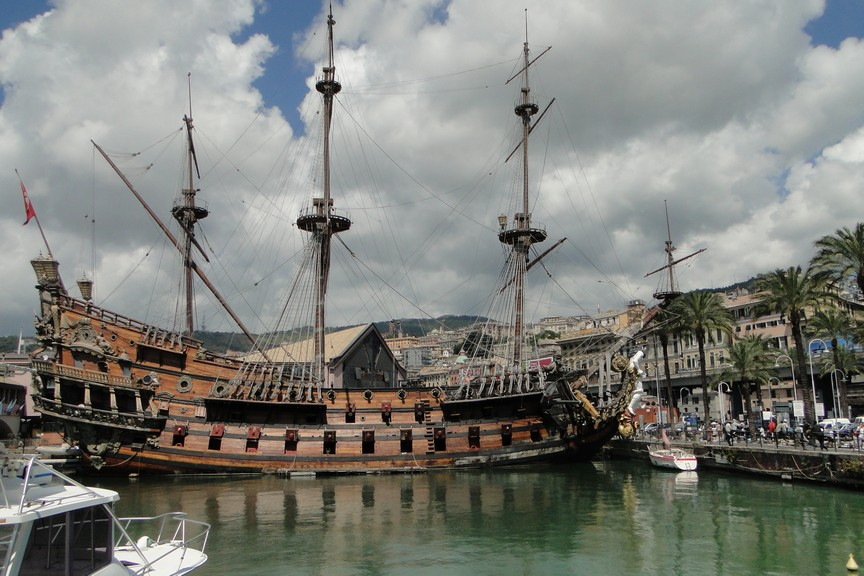
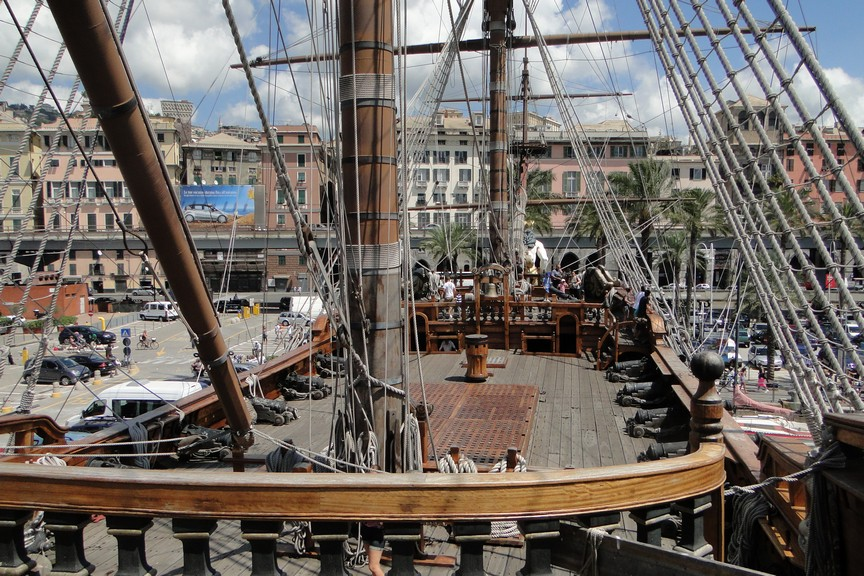
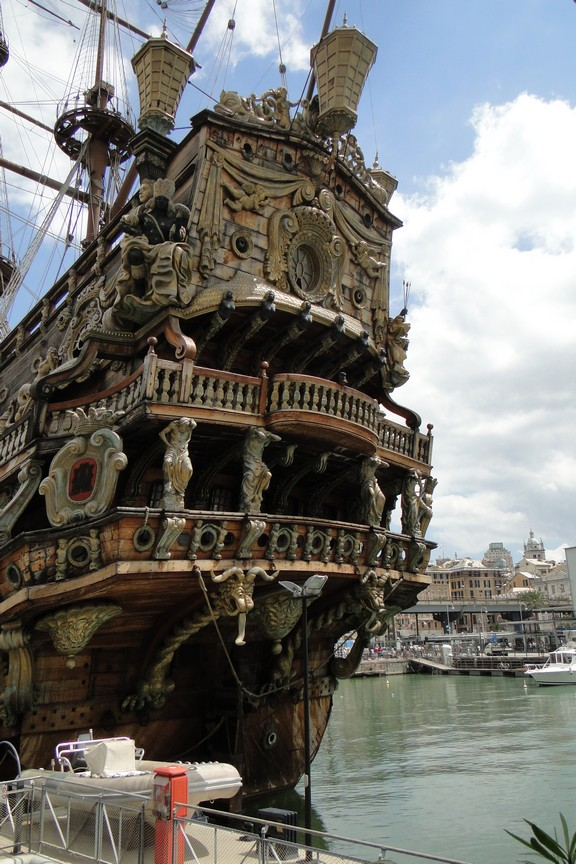
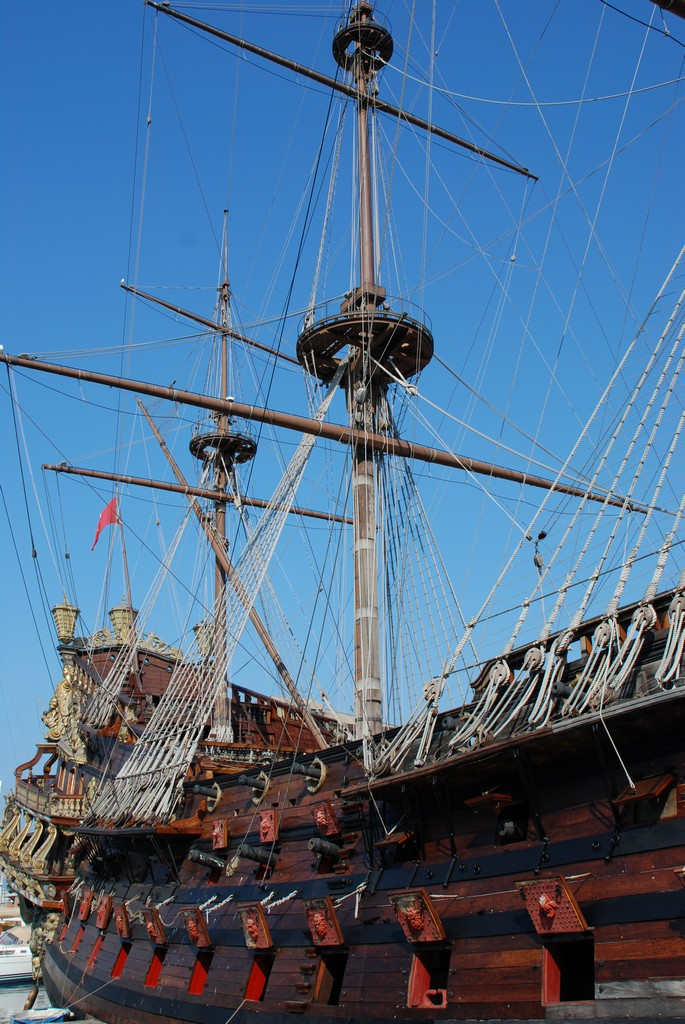